# La mia storia tra le dita
La mia storia tra le dita è un singolo del cantautore italiano Gianluca Grignani, pubblicato il 17 novembre 1994 come primo estratto dal primo album in studio Destinazione Paradiso.

## Descrizione
Il brano, scritto interamente, testo e musica, dallo stesso Grignani, viene presentato in versione ridotta a Sanremo Giovani 1994, e consente al cantautore di qualificarsi per l'edizione del Festival di Sanremo dell'anno successivo.
La canzone verrà poi inserita in Destinazione Paradiso, album d'esordio dell'artista pubblicato nel 1995 prodotto artisticamente da Massimo Luca.
Gianluca Grignani ha registrato anche una versione in lingua spagnola intitolata Mi historia entre tus dedos e contenuta nell'album Destino Paraiso (1995), versione in spagnolo di Destinazione Paradiso.
Nella raccolta Una strada in mezzo al cielo è reinterpretato con Annalisa.

## Curiosità
La caratteristica ritmica "in levare" del brano La mia storia tra le dita è nata spontaneamente durante la composizione, grazie al fatto che Gianluca Grignani, pur essendo mancino, è un chitarrista che suona come un destrorso. Questa particolarità gli ha permesso di sviluppare un approccio ritmico che ha dato origine al sound definitivo della canzone.

## Cover
- Nel 1996 José Augusto ha registrato una cover di A Minha História, la versione in portoghese di "La mia storia tra le dita".
- Nel 2002 Ana Carolina ha registrato una cover di Quem de nós dois, la versione in portoghese di "La mia storia tra le dita".
- Nel 2004 Sergio Dalma ha registrato una cover di Mi historia entre tus dedos, la versione in spagnolo di "La mia storia tra le dita".
- Nel 2009 Ornella Vanoni ha registrato una cover di La mia storia tra le dita.
- Nel 2017 il gruppo indie italiano Pop X pubblica una cover della canzone dal titolo "La tua storia tra le dita", con testo leggermente modificato in chiave demenziale.[8]
- Nel 2022 Grignani canta la canzone insieme a Irama in occasione della quarta serata del Festival di Sanremo. La versione risulta essere un mix fra melodie armoniose realizzate con strumenti ad arco e giri di basso tipici della musica hard rock.
- Nel 2025 Laura Pausini, la quale ha già eseguito una cover del cantautore milanese in passato (Destinazione Paradiso), ne annuncia una personale cover in italiano, spagnolo e portoghese.
- Sempre nel 2025, il cantautore Matteo Bocelli, ne annuncia una cover in spagnolo, Mi historia entre tus dedos, in collaborazione con Grignani.

## Tracce
CD singolo
Testi e musiche di Gianluca Grignani.
1. La mia storia tra le dita
2. Falco a metà

## Classifica
| Classifica (1995-96) | Posizione massima |
| -------------------- | ----------------- |
| Bolivia              | 3                 |
| Italia               | 14                |
| Messico              | 2                 |

### Classifiche di fine anno
| Classifica (1995) | Posizione |
| ----------------- | --------- |
| Italia            | 95        |